# Aglomerado da Serra
O Aglomerado da Serra é a maior favela de Minas Gerais, localizada em Belo Horizonte, mais precisamente na zona sul da capital. A favela se divide em oito vilas: Nossa Senhora da Conceição . Nossa Senhora de Fátima, Nossa Senhora Aparecida, Santana do Cafezal, Novo São Lucas, Fazendinha, Chácara, e Marçola. É a maior favela de Minas com 46 mil habitantes na fonte anexa.
Embora os dados do BNDES deem conta de 46 mil habitantes, é possível encontrar diferentes apontamentos. O site da Prefeitura de Belo Horizonte (PBH), por exemplo, contém páginas que relatam a população de 34 mil e outras que citam 50 mil moradores.
O Aglomerado da Serra possui economia diversificada e em evolução contínua. Uma das áreas mais movimentadas, o cruzamento entre as ruas Bandonion, Nossa Senhora de Fátima, Serenata e São Sebastião, reúne lojas de roupas femininas, padaria, sorveterias, supermercado, mercearias, sacolão, drogarias, salões de beleza, mecânica de motos, consultórios odontológicos, entre outras formas de comércio e prestação de serviço. O local, conhecido como "Volta", tem movimentação intensa de pessoas, carros, motos, ônibus e caminhões.
Com problemas comuns relacionados ao crime nas favelas por todo o Brasil, o Aglomerado da Serra recorre na mesma situação. Os descasos sociais conjuntos com o estado paralelo, proporcionam cenários de violência e conflitos de baixa intensidade no Aglomerado da Serra.

## Comunicação

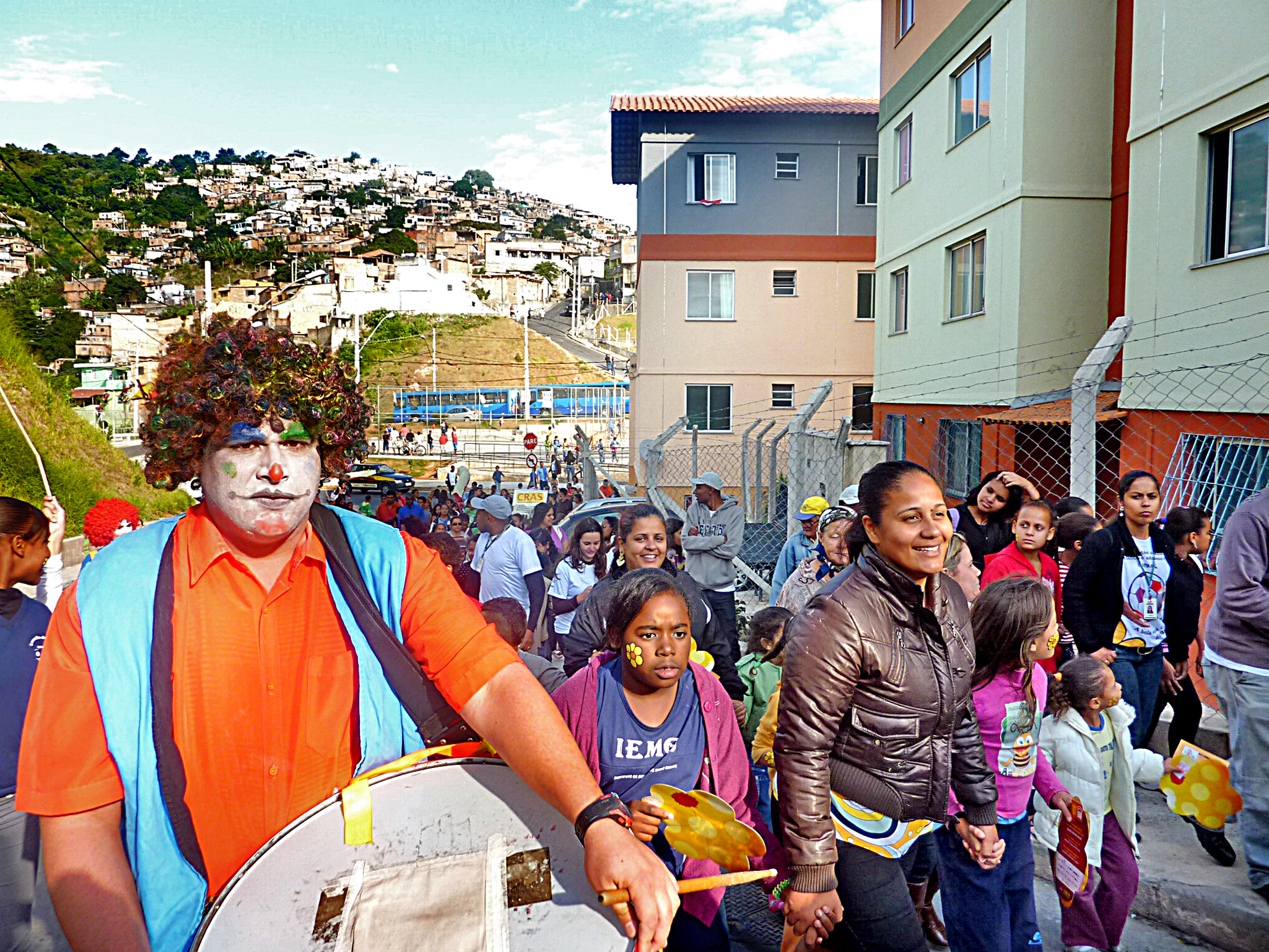
Cortejo no Aglomerado da Serra

O complexo possui dois veículos de comunicação de destaque. A pioneira Rádio Favela, em atividade desde 1981, com imediata identificação com o morro. Hoje chamada de Autêntica - Favela FM, a emissora possui programação diversificada e fica no ar 24h. Sua frequência no dial é 106.7 FM.
Outro veículo de comunicação é o portal de notícias Observatório da Serra (www.observatoriodaserra.com.br). O site é um produto editorial da Vilarejo Comunicação nos moldes do jornalismo hiperlocal. Ou seja, sua área de atuação restringe-se a uma área específica, delimitada. Neste caso, o Aglomerado da Serra. Aguerrido à prestação de serviço público, o portal divulga notícias de interesse da população local e faz desta seu foco.
Com reportagens especiais, o Observatório da Serra expõe aos moradores e ao mundo a face boa, alegre, empreendedora, tenaz, honesta e surpreendente do Aglomerado da Serra. São perfis de moradores, coberturas de eventos locais, divulgação de vagas de emprego e cursos gratuitos profissionalizantes e de aprimoramento profissional, cobertura de esportes, eventos religiosos e toda sorte de notícias positivas dentro do complexo ou de interesse de seus habitantes.
Principais aparelhos sociais do Aglomerado da Serra:
- Grupo de teatro MORRO ENCENA (Vila Nossa Senhora Conceição);
- Projeto Providência[5] (Vila Fazendinha, Campo do Najá);
- Conselho de Pais Criança Feliz[6] - Child Fund Brazil (Vila Cafezal);
- Projeto Fotográfico Rafael Freire (Vila Cafezal)
- Projeto Itamar (Vila Cafezal);
- Instituto BH Futuro;
- Centro Cultural Vila Marçola - PBH (Vila Marçola)
- Centro Cultural Vila Fátima[7] - PBH (embora com nome de Vila Fátima, o Centro Cultural fica na Vila Fazendinha);
- Jovens Com Uma Missão[8] - Jocum (Vila Novo São Lucas, Favelinha);
- Centro missionário de desenvolvimento social [9]  ( Projeto Levanta e brilha Vila Fazendinha);
- CRAS Vila Marçola;
- CRAS Vila Fátima;
- Espaço Criança Esperança Belo Horizonte - Rede Globo/Unesco.
- Lá da Favelinha
- Roots Ativa (agroecologia, autogestão e economia solidária)
- Movimento Seu Vizinho

Principais vias do Aglomerado da Serra:
- Avenida Jefferson Coelho da Silva (Antiga Avenida Cardoso);
- Rua Serenata;
- Rua Doutor Camilo;
- Rua Bandonion;
- Rua Nossa Senhora de Fátima (mais extensa, liga a entrada do Aglomerado, na divisa com o Bairro Serra, à Fundação Benjamin Guimarães - Hospital da Baleia);
- Rua Regência;
- Rua Flor de Maio;
- Rua Santa Rita;
- Rua Sacramento.
- Beco dos Cabritos.
- Rua Cabralia;
- Rua Pedra Verde.